# هوشنگ پیرنظر
هوشنگ پیرنظر (زادهٔ تیر ۱۳۰۳ در تهران – درگذشتهٔ اردیبهشت ۱۳۸۶ در کالیفرنیا) نویسنده، مترجم، و فرهنگی ایرانی بودکه با آثار ارزشمند خود نقش مهمی در معرفی ادبیات جهان به زبان فارسی داشت. او در طول عمر خود آثار متعددی از نویسندگان برجسته جهان را به فارسی ترجمه کرد و در حوزه ادبیات و فرهنگ تأثیرگذار بود.

## زندگی
هوشنگ پیرنظر در تیر ۱۳۰۳ در تهران به دنیا آمد. وی تحصیلات خود را در ایران به پایان رساند و در حوزه ادبیات و ترجمه فعالیت حرفه‌ای خود را آغاز کرد. او در اردیبهشت ۱۳۸۶، در سن ۸۳ سالگی در ایالت کالیفرنیای آمریکا درگذشت.

## آثار
هوشنگ پیرنظر مجموعه‌ای از آثار ارزشمند را تألیف و ترجمه کرده است که از جمله آن‌ها می‌توان به موارد زیر اشاره کرد:

#### آثار تألیفی
- پایان
- سیرسیرک
- یک داستان واقعی
- هر چه کاشتیم درو کردیم
- بازی تقدیر

#### آثار ترجمه‌شده
- دایی وانیا نوشتهٔ آنتوان پاولوویچ چخوف
- ماجراهای هاکلبری فین نوشتهٔ مارک تواین
- تاریخ تمدن: یونان باستان نوشتهٔ ویلیام جیمز دورانت
- ینگه‌دنیایی در لندن نوشتهٔ مارک تواین

## فعالیت‌های فرهنگی
هوشنگ پیرنظر از همکاران مؤسسه فرانکلین در دهه ۱۳۳۰ بود که در آن زمان به ترجمه و ویرایش آثار ادبی مشغول بود. وی از جمله کسانی بود که در شکل‌گیری بخش ترجمهٔ این مؤسسه نقش داشت و با معرفی آثار ادبی برجسته، مخاطبان فارسی‌زبان را با فرهنگ و ادبیات جهانی آشنا کرد.

## میراث ادبی
هوشنگ پیرنظر با ترجمه‌های دقیق و پرجزئیات خود توانست پل ارتباطی میان ادبیات فارسی و ادبیات جهان باشد. آثار او همچنان مورد توجه ناشران و علاقه‌مندان ادبیات قرار دارد. بازچاپ ترجمهٔ او از کتاب «ینگه‌دنیایی در لندن» مارک تواین توسط انتشارات علمی و فرهنگی، نمونه‌ای از اهمیت و ارزش آثار اوست.

## زندگی شخصی
هوشنگ پیرنظر با ثمینه باغچه‌بان، نویسنده و مترجم برجسته ایرانی، ازدواج کرد. این زوج فرهنگی در کنار هم تأثیر زیادی در توسعه ادبیات و آموزش در ایران داشتند. ثمینه باغچه‌بان دربارهٔ او گفته است که حتی پس از سال‌ها از درگذشت او، یاد و خاطره‌اش همچنان در زندگی خانواده باقی مانده است.